# Chahrouz Nabati
Chahrouz Nabati (parfois écrit Shahrooz), est un photographe contemporain iranien né à Téhéran le 5 décembre 1973.
Il a un BS en informatique (ordinateur, logiciel) et parle l'iranien, l'anglais et le français.
Il est l'un des quinze membres de l'Iran TIMA (The Islamic Manuscript Thesaurus).

## Photographie
Chahrouz Nabati commence la photographie à partir de 2000 en prenant des photos de l'architecture et des monuments iraniens. Ensuite, il a voyagé et photographié d'autres cultures et traditions. Il expose son travail dans diverses galerie d'art et maisons de la culture en Iran. Sa collection de photos se décline en Iran, Allemagne, France, Italie, Angleterre, Thaïlande, Émirats arabes unis, Arabie saoudite, Syrie et Inde.
Il publie plus de 5 000 photos sur Internet et certaines de ses œuvres ont été publiées en Iran par des journaux et des périodiques. Il a récemment consacré son travail à l'Iran Théâtre. En 2002, il a participé au carnaval de Venise où il présente l'image de la société iranienne pour la première fois.

## Livres imprimés
- Aflatouniyat (peloton)
- Introduction de Aflatouniyat dans Afteb
- Introduction de Aflatouniyat dans AdinehBook

## Sources
- TIMA (Le Manuscrit islamique Thesaurus)
- Qoqnoos.com
- Iranian.com
- Iranjop.com
- plus